# Philippe Ouédraogo
Philippe Nakellentuba Ouédraogo (31 de dezembro de 1945) é um cardeal burquinense, atual arcebispo emérito de Ouagadougou.

## Biografia
Em 1967, passou a frequentar o seminário regional da grande Koumi, Bobo-Diulasso, onde estudou filosofia e teologia até 1973. Depois estudou na Pontifícia Universidade Urbaniana, em Roma, entre 1979 e 1983, onde obteve o doutorado em Direito Canônico. Depois de terminar seus estudos, voltou para Kaya.
Foi ordenado padre em 14 de julho de 1973, na diocese de Kaya. Vigário da catedral da paróquia de Kaya, entre 1973 e 1978. Realizou estudos adicionais em Roma. Ele voltou a Kaya em 1983 e tornou-se pastor da catedral da paróquia a partir desse ano até 1991. Juiz do tribunal de segunda instância metropolitana de Uagadugu de 1984 a 1995. Foi membro do tribunal eclesiástico regional. Tornou-se Diretor Nacional de Œuvres Pontificales Missionnaires (OPM), entre 1987 e 1996. Vigário geral da diocese de Kaya entre 1989 e 1994. Diretor do Petit Séminaire Saint Cyprien, Kaya, de 1992 a 1995. Pároco da paróquia "Notre Dame de l'Assomption", Pissila de 1995 a 1996.
Eleito bispo de Ouahigouya em 5 de julho de 1996, foi consagrado em 23 de novembro de 1996, na catedral de Ouahigouya, por Jean-Marie Untaami Campaoré, arcebispo de Uagadugu, assistido por Léon Soulier, bispo de Limoges, e por Constantin Guirma, bispo-emérito de Kaya. Foi presidente da Conferência Episcopal de Burquina-Níger de 2001 a 2007. Promovido à Sé metropolitana de Uagadugu em 13 de maio de 2009, tomou posse da Sé em 13 de junho de 2009. Ele recebeu o pálio do Papa Bento XVI em 29 de junho de 2009, na Basílica de São Pedro.

## Cardinalato
Em 12 de janeiro de 2014, foi anunciada a nomeação de Philippe Ouédraogo como cardeal, investidura que foi efetivada no primeiro consistório ordinário do Papa Francisco em 22 de fevereiro de 2014.
Ouédraogo foi criado Cardeal-presbítero, com o título de Santa Maria Consoladora em Tiburtino. Entre 2019 e 2022, foi presidente do Simpósio das Conferências Episcopais da África e Madagascar.
Teve sua renúncia ao governo pastoral aceita pelo Papa Francisco em 16 de outubro de 2023.